# Tectaria sulitii
Tectaria sulitii är en ormbunkeart som beskrevs av Edwin Bingham Copeland. Tectaria sulitii ingår i släktet Tectaria och familjen Tectariaceae. Inga underarter finns listade.